# Corachol
Coran (Corachol), porodica ili skupina indijanskih jezika kojima govore, ili su nekada govorili Indijanci plemena Cora, Huichol i nestala srodna plemena pretežno u meksičkoj državi Jalisco i Nayarit. Predstavnici su im: Cora (: Coano, Huaynamota, Zayahueco), Guachichil,  Huichol, Totorame i Tecual;  Ateacari.

## Jezici
- El Nayar Cora [crn]
- Santa Teresa Cora [cok]
- Huichol [hch][1]

## Vanjske poveznice
- Ethnologue (14th)
- Ethnologue (15th)
- Familia corachol